# Carios jul
Carios jul är en fästingart som beskrevs av Schulze 1940. Carios jul ingår i släktet Carios och familjen mjuka fästingar. Inga underarter finns listade.